# São Félix do Xingu
São Félix do Xingu est une municipalité de l'État du Pará au Brésil. Elle est située au bord du rio Xingu.
C'est une ville de forestiers et d'éleveurs, à l'origine d'une vaste zone de déforestation. En 2007, elle était classée parmi les municipalités les plus violentes du Brésil. Le port du casque y est interdit aux motocyclistes, afin de pouvoir identifier les criminels se déplaçant à deux-roues.